# Falcão - Meninos do Tráfico
Falcão - Meninos do Tráfico é um documentário brasileiro produzido pelo rapper MV Bill, pelo seu empresário Celso Athayde e pelo centro de audiovisual da Central Única das Favelas que retrata a vida de jovens de favelas brasileiras envolvidos no tráfico de drogas.
O documentário foi realizado entre 1998 e 2006, período que os produtores visitaram diversas comunidades pobres do Brasil, registrando em 90 horas na maioria do tempo em forma digital, e um pouco em VHS. Os dois produtores tiveram que enfrentar o ambiente hostil onde viviam os jovens.
O nome do documentário é em razão do termo "falcão" usado nas favelas, que designa aquele cuja tarefa é vigiar a comunidade e informar quando a polícia ou algum grupo inimigo se aproxima.
A repercussão do documentário no país foi grande, sendo largamente comentado e discutido, especialmente após ter sido exibido em primeira mão no programa semanal Fantástico, da TV Globo, e um dos mais populares em audiência no Brasil.

## Características
A produção é legendada, em razão da linguagem demasiado informal dos entrevistados, e também contém a tradução de gírias. Os próprios meninos entrevistados ajudavam na produção, posicionando microfones em suas metralhadoras e registrando imagens. Não possui narração, não cita nomes, idade ou localização de onde se está documentando, havendo uma exposição direta, em que só há os depoimentos e as imagens.
O documentário faz parte do Projeto Falcão, que engloba, além do documentário, um livro publicado em 20 de março de 2006 pelos mesmos realizadores do documentário, e por um CD de MV Bill intitulado de  Falcão, que foi lançado em 18 de maio do mesmo ano. O livro possui o mesmo título do documentário e se trata dos bastidores das gravações. Publicado pela editora Objetiva, possui 272 páginas e é narrado em primeira pessoa. Os autores ainda discutem assuntos como segurança pública, racismo, repressão policial e a importância do Hip hop para a juventude que vive nas favelas. O objetivo do Projeto Falcão é a de conscientizar a população sobre a realidade dos jovens das comunidades pobres. Nas palavras do produtor Celso Athayde:
| “ | O Falcão não é um caso de polícia, não é uma denúncia, não é uma lamentação. Falcão é sobretudo uma chance que o Brasil vai ter para refletir sobre uma questão do ponto de vista de quem é o culpado e a vítima. Falcão é uma convocação para que a ordem das coisas seja definitivamente mudada | ” |

Durante as gravações, 16 dos 17 falcões entrevistados morreram, sendo 14 em apenas três meses, vítimas da violência na qual estavam inseridos. Seus funerais também foram documentados. O único sobrevivente foi empregado pelos dois produtores mas acabou voltando para o tráfico até ser preso. Celso e MV Bill estavam à sua procura para que pudessem continuar com uma nova fase de gravações, tendo em vista que, em 12 de outubro, Dia da Criança, a produção será lançada nos cinemas em forma de longa-metragem com o título de Falcão - O Sobrevivente. Para financiar o filme, o rapper terá de vender mais uma vez sua casa, mas diz não se importar com isso. O filme terá como personagem principal o único sobrevivente dos falcões, o menino que sempre sonhou em ser palhaço de circo. Nas palavras de MV Bill:
| “ | A gente vai abordar a vida daquele que nunca deixou de sonhar. Que acabou vivo, justamente por estar preso | ” |

O jovem surgiu no dia 26 de março, uma semana após a primeira exibição no Fantástico, no programa do Faustão (também da Globo), se identificando como Sérgio Teixeira. Foi ao programa para pedir uma nova chance, dizendo que seu sonho continua sendo ser palhaço de circo. No programa ainda admitiu que teve chances de se "recuperar" enquanto estava no crime, mas que sofreu discriminação, alegou também ter uma filha. Além da entrevista, o programa mostrou comentários de MV Bill e do secretário estadual de Administração Penitenciária do Rio de Janeiro, Astério Pereira dos Santos. Ainda tiveram outros que deram apoio ao jovem, entre eles o cantor Caetano Veloso e Beto Carreiro, que pretende ajudá-lo. No momento, Sérgio cumpre prisão em regime semi-aberto.
O que observa-se nas gravações é em como o tráfico de drogas possui influência nas favelas e, consequentemente, na vida do jovem que convive nesse ambiente hostil, além de mostrar o lado humano dessas pessoas. Muitos garotos precisam se integrar ao mundo das drogas para poder sustentar sua família. Segundo a Central Única de Favelas, a maioria dos adolescentes ganha, no máximo, R$ 500,00 para trabalhar no crime. Algumas imagens são consideradas extremamente chocantes, por mostrarem crianças que deveriam estar nas escolas portando armas de fogo. No centro de audiovisual da Central Única das Favelas, que produziu o documentário, os vídeos são feitos e editados pelos jovens das comunidades. MV Bill vêm da cidade do Rio de Janeiro, da favela Cidade de Deus onde mora até hoje. Celso Athayde é empresário dos movimentos musicais rap e hip hop, além de ser um dos fundadores da CUFA (Central Única de Favelas).
Durante as filmagens, o rapper, o idealizador do projeto, disse que chegou a ser preso enquanto falava para uma entrevista do documentário. Além de preso, alegou também ter sido agredido pelos policiais. A declaração foi feita no dia 26 de março, quando o Fantástico mostrava a segunda exibição do documentário. Sobre o assunto, MV Bill diz:
| “ | Levei porrada. Mas nem denunciei porque estava no lugar errado e com as pessoas que eles consideravam erradas | ” |

## Exibições na televisão
A partir do dia 19 de março de 2006, o Fantástico passou a exibir o documentário em meio à discussões sobre a ocupação do Exército a morros do Rio de Janeiro, o que Athayde considerou como "oportuno". A primeira transmissão, um especial de 58 minutos, correspondeu à metade do programa descontando-se os comerciais. Foi exibido em três blocos, sendo interrompidos apenas por intervalos. Desde 1973, o Fantástico nunca havia dedicado tanto tempo de sua programação a uma produção independente. Além de não haver cortes, foram acrescentados três minutos de novas imagens. O documentário deveria ser exibido em 2003 pelo programa semanal, mas foi cancelado pelos responsáveis do programa, que alegaram questões de foro íntimo
Quando perguntado pelo programa sobre o motivo pelo qual fez o documentário, MV Bill respondeu:
| “ | Porque eu vivo perto dessa realidade e eu sempre vi esse problema analisado por antropólogos, sociólogos, especialistas em segurança, que não vivem essa realidade. A idéia é permitir que o país faça uma reflexão sob um novo ponto de vista, que é a visão dos jovens sempre considerados os grandes culpados | ” |

Em 23 de março de 2006, o presidente do Brasil Luiz Inácio Lula da Silva foi presenteado por MV Bill com o DVD e o livro sobre o tema no Palácio do Planalto. Lá, o rapper aproveitou para falar sobre os problemas sociais como a má distribuição de renda.
A realidade dos jovens também foi exposta no dia 25 de março de 2006, na TV Câmara às 22h e na segunda-feira de 27 de março na Globo News, reprisando a primeira exibição transmitida pelo Fantástico, também em três blocos a partir das 23horas.